# Ociemkowate
Ociemkowate (Anomalepididae) – rodzina węży należąca do infrarzędu Scolecophidia w rzędzie łuskonośnych (Squamata).

## Zasięg występowania
Rodzina obejmuje gatunki występujące w Ameryce Centralnej i w tropikalnej części Ameryki Południowej. 

## Charakterystyka
Ociemkowate charakteryzują się zredukowanymi oczami i krótkim ogonem zakończonym kolcem. Prowadzą podziemny tryb życia.

### Podział systematyczny
Do rodziny należą następujące rodzaje: 
- Anomalepis
- Helminthophis
- Liotyphlops
- Typhlophis – jedynym przedstawicielem jest Typhlophis squamosus